# Top Fest 12
Top Fest 12 var den 12:e årliga upplagan av den albanska musiktävlingen Top Fest. Tävlingen sändes på Top Channel och dess final gick av stapeln 31 maj 2015 i Pallati i Kongreseve i Tirana. I denna upplaga hölls för första gången någonsin semifinalerna i Kosovo. Programmet leddes av Dojna Mema. I de livesända semifinalerna och finalen var även Ledion Liço programledare. Vinnare av tävlingen blev Ermal Fejzullahu, Lumi och Ledri med låten "Shko". De blev därmed tävlingens tredje kosovoalbanska vinnare efter Kthjellu (2006) och Linda Halimi (2009).

## Semifinaler
Semifinalerna hölls den 22 april och 29 april 2015. De sändes live med samma programledare som de inledande programmen, Dojna Mema, tillsammans med Ledion Liço. All musik framfördes vid semifinalerna live. Totalt tog sig 29 bidrag till de två semifinalerna. 6 tävlanden från varje semifinal tog sig vidare till finalen vilket innebar att 12 bidrag deltog i final.

### Semifinal 1
Den första semifinalen hölls den 22 april 2015 i Pristina. Till den första semifinalen tog sig 15 deltagare som fick framföra sina bidrag på nytt, denna gång live. Dessutom används likt i Festivali i Këngës en liveorkester och all sång framförs live. Den första semifinalen skulle likt den andra ha bestått av 15 deltagare, men då Jola med låten "Do ta gjëj" inte deltar som tänkt i den första kom 14 artister att delta.
| Nr | Artist                  | Låt                  | Resultat |
| -- | ----------------------- | -------------------- | -------- |
| 1  | Arbëresha Maloku        | "Pasion"             | Utslagen |
| 2  | Lauresha Ramadani       | "Vëshur më tradhëti" | Utslagen |
| 3  | Crossbones              | "Gjallë"             | Utslagen |
| 4  | The Humanimals          | "Të gjitha në një"   | Utslagen |
| 5  | Aslaidon                | "Vetëm do ja dal"    | Finalist |
| 6  | Noizy ft. Elgit Doda    | "Vetëm ti"           | Finalist |
| 7  | Lynx                    | "S'dua të mbarojë"   | Utslagen |
| 9  | Anisa Dervina           | "Vetëm ty të kam"    | Utslagen |
| 9  | Mikeb, Alboman & Kamali | "All Eyes on us"     | Utslagen |
| 10 | Kastro Zizo             | "Eja me në"          | Finalist |
| 11 | Beatrix Ramosaj         | "Dhoma 609"          | Finalist |
| 12 | Denisa Gjezo            | "Një shpirt"         | Utslagen |
| 13 | Stenald Mëhilli         | "Flas më diellin"    | Finalist |
| 14 | Albina                  | "Nuk ka më mirë"     | Finalist |

### Semifinal 2
Den andra semifinalen hölls den 29 april 2015 och hade samma programledare som den första: Dojna Mema och Ledion Liço. Den andra semifinalen bestod av 15 semifinalister som tävlar om platser i finalen.
| Nr | Artist                          | Låt                 | Resultat  |
| -- | ------------------------------- | ------------------- | --------- |
| 1  | Eugent Bushpepa                 | "Pranë finishit"    | Finalist  |
| 2  | Gjiko the Flyboy                | "Dhipa splifa"      | Finalists |
| 3  | Teuta Kurti                     | "Mekat"             | Finalist  |
| 4  | Jonathan                        | "Me st'ë njoh"      | Utslagen  |
| 5  | Tori                            | "M'duhësh ti"       | Utslagen  |
| 6  | Venera Lumani                   | "Love"              | Finalist  |
| 7  | Dalklin                         | "Dielli im"         | Utslagen  |
| 8  | Zhaba                           | "Bukuri e shemtumë" | Utslagen  |
| 9  | Angelo                          | "Të dua si je"      | Utslagen  |
| 10 | Kejtlin Pjalmi                  | "E dashuruar"       | Utslagen  |
| 11 | Deborah                         | "Matura"            | Utslagen  |
| 12 | Petrit Çarkaxhiu & Dem Baba Dem | "Gegë & Toskë"      | Finalist  |
| 13 | Ermal Fejzullahu, Lumi & Ledri  | "Shko"              | Finalist  |
| 14 | Rezarta Smaja                   | "Zëri në radio"     | Utslagen  |
| 15 | Lind Islami                     | "Mon amour"         | Utslagen  |

## Final
Finalen hölls den 31 maj 2015 i Pallati i Kongreseve i Tirana. 12 akter från semifinalerna kom att ta sig till final. Ett antal gästartister medverkade i finalen, däribland Elvana Gjata ft. Flori Mumajesi och Era Istrefi. Tävlingen vanns av Ermal Fejzullahu, Ledri och Lumi med låten "Shko". Dessutom utsågs Beatrix Ramosaj till tävlingens bästa kvinnliga artist samt tilldelades priset Top Albania Radio. Eugent Bushpepa tilldelades priset Topfestifundit medan Stenaldi tilldelades tävlingens pris för bästa ballad. Pris för bästa Hip-hoplåt i tävlingen tilldelades Noizy ft. Elgit Doda med "Vetëm ti" för vilken de även tilldelades priset Best Social Artist. Tävlingens bästa poplåt blev "Eja me në" framförd av Kastro Zizo. Dessutom tilldelades Aslaidon priset Artist to Watch.
| Nr | Artist                          | Låt                           |
| -- | ------------------------------- | ----------------------------- |
| 1  | Ermal, Lumi & Ledri             | "Shko"                        |
| 2  | Noizy ft. Elgit Doda            | "Vetëm ti"                    |
| 3  | Beatrix Ramosaj                 | "Dhoma 609"                   |
| 4  | Eugent Bushpepa                 | "Pranë finishit"              |
| 5  | Albina                          | "Nuk ka më mirë"              |
| 6  | Venera Lumani                   | "Love"                        |
| 7  | Teuta Kurti                     | "Mekat" (Musik: Kledi Bahiti) |
| 8  | Aslaidon                        | "Vetëm do ja dal"             |
| 9  | Gjiko the Flyboy                | "Dhipa splifa"                |
| 10 | Stenald Mëhilli                 | "Flas më diellin"             |
| 11 | Petrit Çarkaxhiu & Dem Baba Dem | "Gegë & Toskë"                |
| 12 | Kastro Zizo                     | "Eja me në"                   |